# Talk show

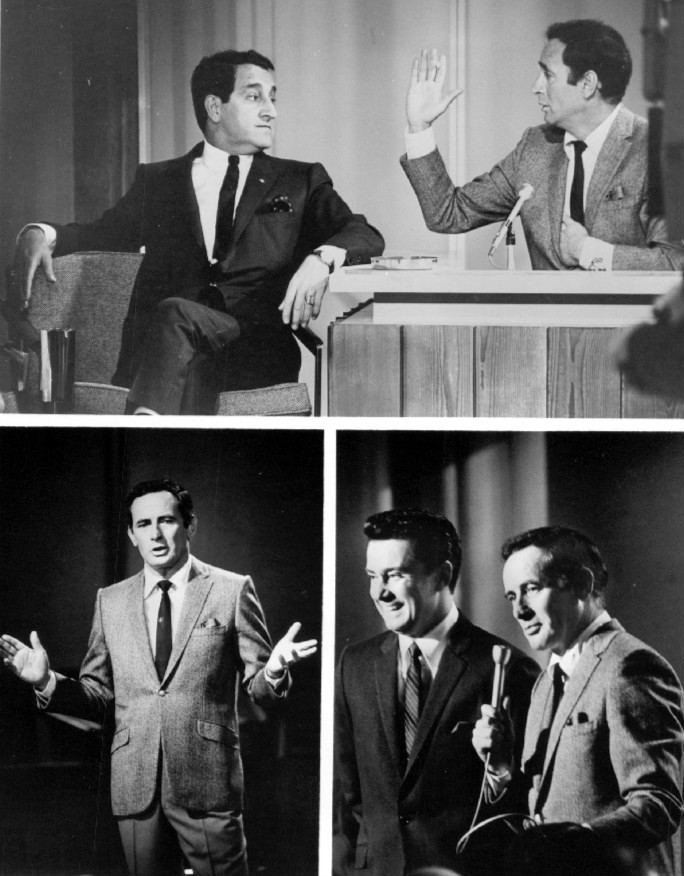
"The Joey Bishop show"

Talk show é um gênero de programa televisivo ou radialístico, em que uma pessoa ou um grupo de pessoas se junta e discute vários tópicos que são sugeridos e moderados por um ou mais apresentadores.
Joe Franklin, o primeiro radialista e apresentador americano, a apresentar um talk show. Seu programa começou em 1951 na antiga "WABC-TV".
Normalmente os convidados são pessoas que têm experiência em relação ao assunto que está sendo tratado no programa. Outras vezes um único convidado responde às perguntas do apresentador e/ou da plateia.
Muitos apresentadores só se tornaram famosos por causa dos seus programas, mas também há o processo inverso, quando uma personalidade famosa decide ter seu próprio programa.
Habitualmente, um talk show é uma espécie de rubrica de informação, uma forma de "conversação conversada" em oposição à "conversação textual". Existe um público, na maioria das vezes, que observa tudo e tem direito de manifestação. São usadas técnicas de descontração e informalidade.
Um jornalista realiza entrevistas coletivas e públicas em torno de um tema ou convidado. Caracteriza o talk show o sistema de perguntas e respostas, com uma mediação. Neste modelo, tanto a imprensa quanto o público podem perguntar. Opõe-se a palestra, seminário, debate, congresso e outros.
Esse formato de programas teve origem nos Estados Unidos, que tem muitos programas do gênero em sua grade televisiva, como The Phil Donahue Show, The Jerry
Springer Show, The Oprah Winfrey Show e The Tonight Show with Jay Leno.